# ماهاجانپرا
ماهاجانپرا (به لاتین: Mahajanpara) یک منطقهٔ مسکونی در بنگلادش است که در ناحیه بندربان واقع شده‌است.